# LVMH
LVMH モエ・ヘネシー・ルイ・ヴィトン（エルブイエムアッシュ モエ・ヘネシー・ルイ・ヴィトン、仏: LVMH Moët Hennessy ‐ Louis Vuitton SE）は、フランス・パリを本拠地とするラグジュアリー産業における多国籍持株会社かつコングロマリットである。ユーロネクスト・パリ上場企業（Euronext: MC ）。

## 概要
1987年に、ルイ・ヴィトンとモエ・ヘネシー（モエ・エ・シャンドン、コニャック「ヘネシー」を販売）の両社が合併して誕生した。現在はフランスやイタリア、スペインなどのヨーロッパを中心に60近くの高級ブランドを持つほか、免税店のDFSグループなどを傘下に収めている。
配下の企業の販売品は、ヨーロッパ内生産のほかにアジアへの外注を行っている。シャンパンのシェアにおいて日本では70%、アメリカ合衆国で16%を占める。
また子会社である投資会社Lキャルトン2022年10月31日、同社初の人民元建てファンドの第1回募集を完了させ、中国名称を路威凱騰とすると発表した。 2021年に北京事務所を開設してから、無糖飲料メーカー元気森林とティードリンクチェーン、喜茶に出資。22年には、高級ペットフードブランドの伯納天純を展開する上海依蘊寵物用品に単独出資している。
日本法人（千代田区平河町2-1-1）はその事業内容によって、LVJグループ、LVMHウォッチ&ジュエリー・ジャパン、LVMHフレグランスブランズなどと呼ばれる。また酒類のブランドは、ディアジオとの合弁で設立されたMHD モエ・ヘネシー・ディアジオが取り扱っている。
2006年以降、日本での広告事業はグループ一括でADKマインドシェアと長年に渡り、契約して行ってきたが、2019年1月からは、Group M傘下のラトリエ社に移管されている。
2011年以降グループに入ったブルガリについては、編入後約1年半にわたり電通との契約が継続していたが、契約期間終了後の2012年秋からADKマインドシェアに引き継がれている。

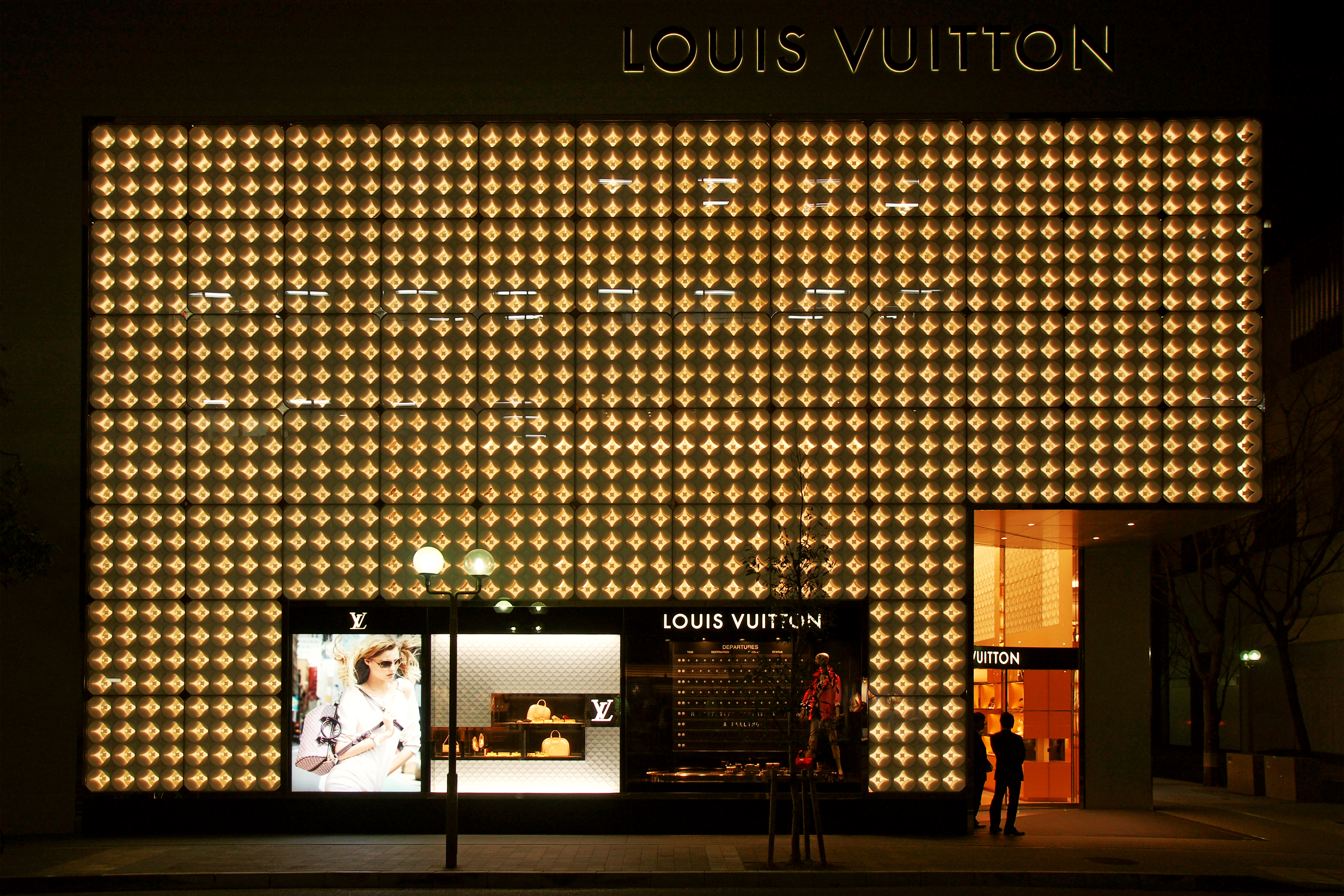
ルイ・ヴィトン神戸メゾン （神戸旧居留地）

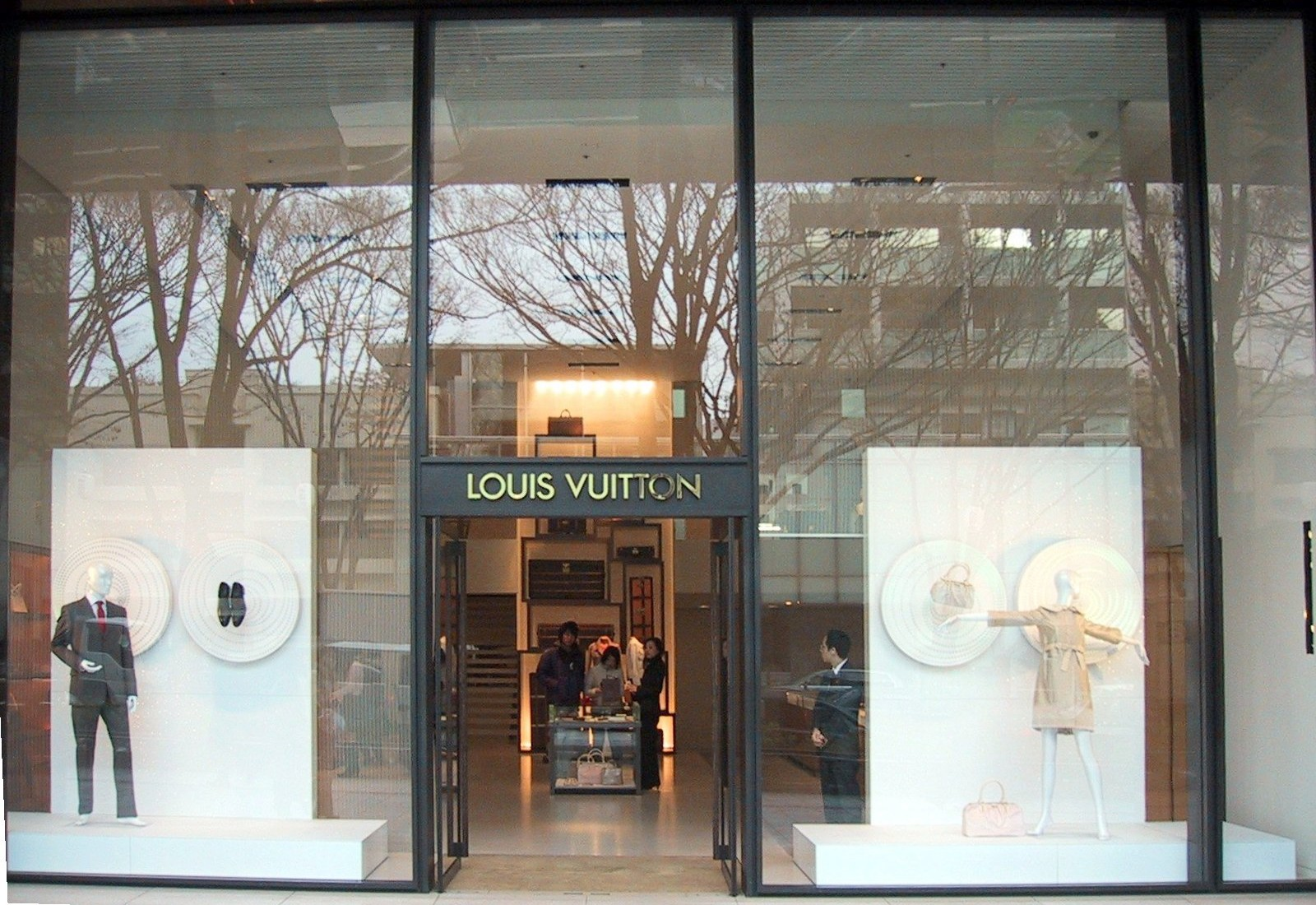
ルイ・ヴィトン （東京・表参道）

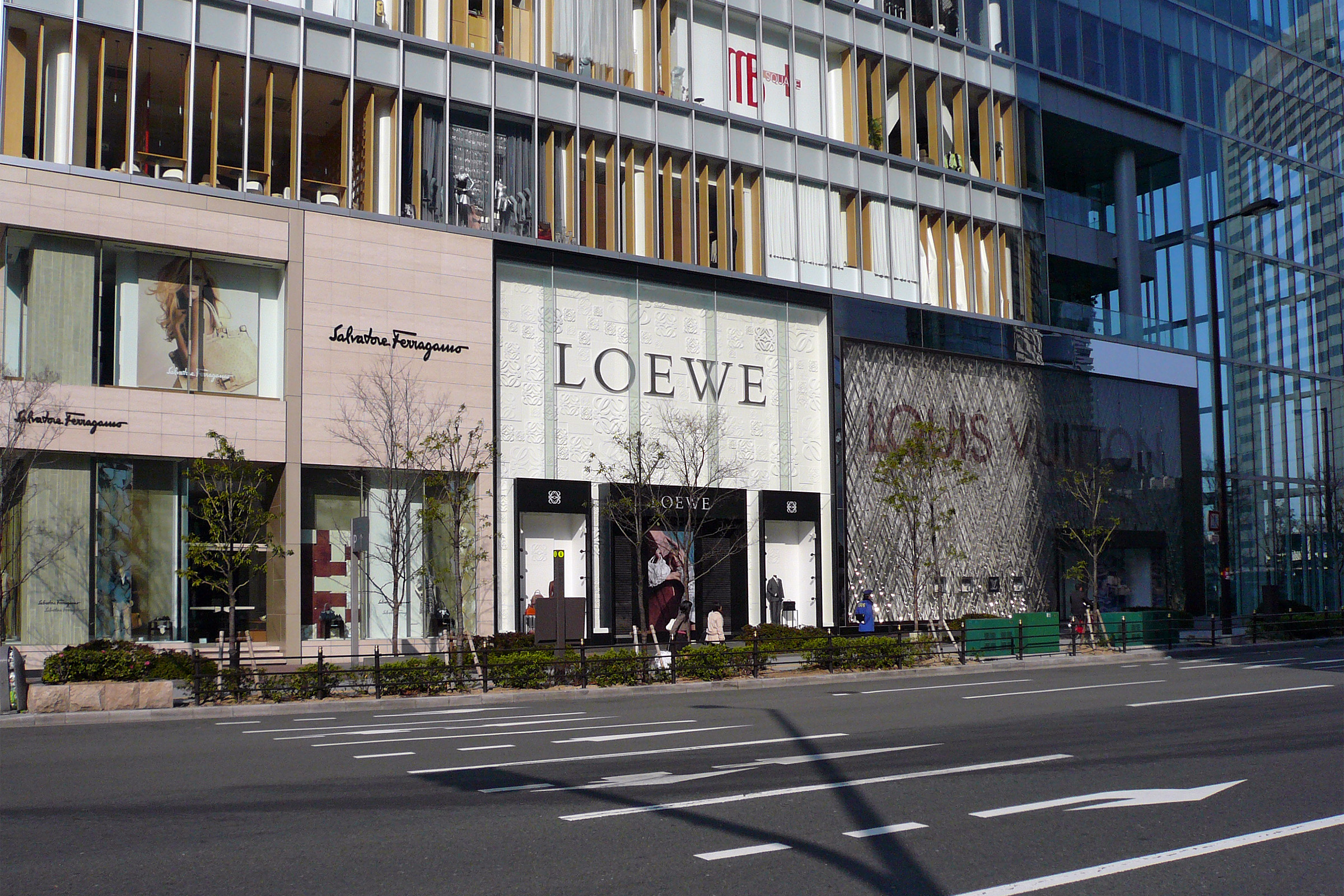
ロエベ、ルイ・ヴィトン （大阪・梅田）

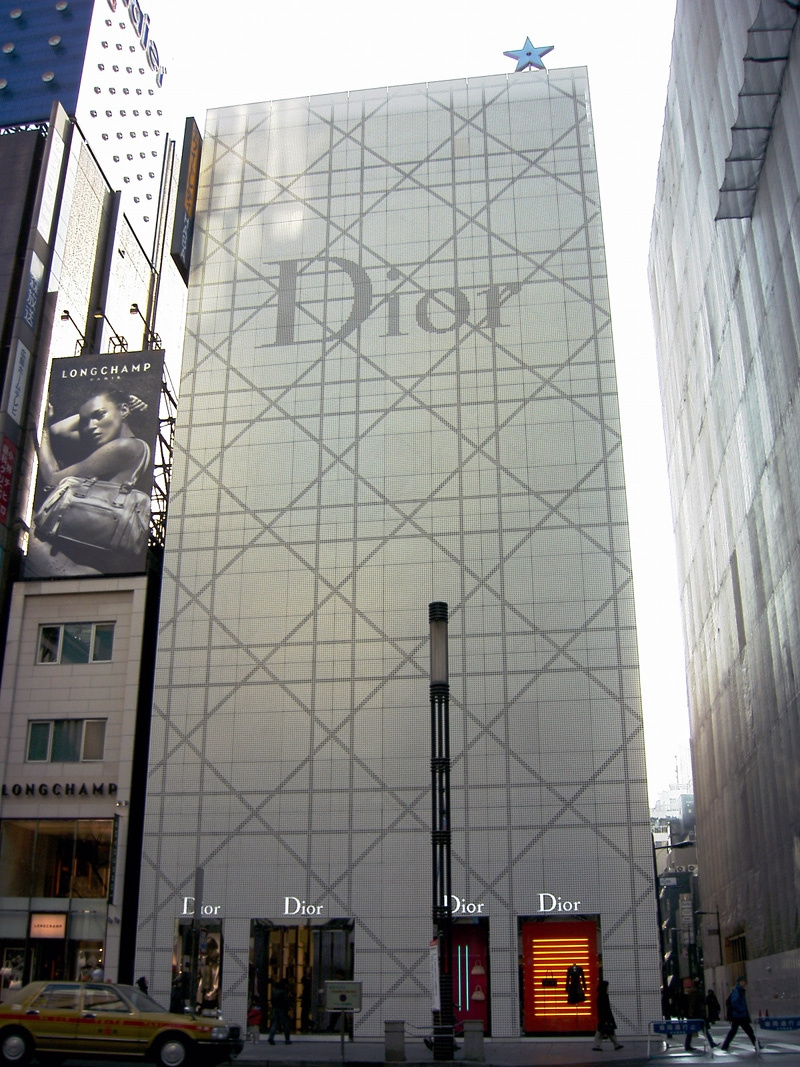
ディオール （東京・銀座）

## 傘下ブランド

### ファッション
- LOUIS VUITTON （ルイ・ヴィトン）
- Dior / Christian Dior （ディオール/クリスチャン・ディオール）
- GIVENCHY （ジバンシー）
- FENDI （フェンディ）
- LOEWE （ロエベ）
- CELINE （セリーヌ）
- PATOU （パトゥ）
- EMILIO PUCCI （エミリオ・プッチ）
- KENZO （ケンゾー）
- Loro Piana （ロロ・ピアーナ）
- BERLUTI （ベルルッティ）
- Donna Karan （ダナ・キャラン）
- MARC JACOBS （マーク・ジェイコブス）
- Thomas Pink （トーマス・ピンク）
- StefanoBi （ステファノ・ビー）
- STELLA McCARTNEY    (ステラマッカートニー)

### 化粧品・香水
自社系列会社
- Dior / Parfums Christian Dior （ディオール/パルファン・クリスチャン・ディオール）
- GUERLAIN （ゲラン）
- BeneFit （ベネフィット）
- LAFLACHERE （ラフラシェール）
- ACQUA DI PARMA （アックア・ディ・パルマ）

「LVMHコスメティックス / フレグランスブランズ」内に事業部のあるブランド
- MAKE UP FOR EVER （メイクアップフォーエバー）
- Parfums GIVENCHY （パルファム・ジバンシィ）
- KENZO Parfums （ケンゾー・パルファム）

日本での販売代理店がLVMHグループ外のブランド
- fresh （フレッシュ）
- Perfumes Loewe （ロエベ/パフュームス・ローウェ） - 日本での販売代理店はブルーベル・ジャパン（香水・化粧品事業本部）。

### ウオッチ・ジュエリー
日本での販売代理店が「LVMHウォッチ&ジュエリージャパン」のブランド
- TAG HEUER （タグ・ホイヤー）
- FRED （フレッド）
- DIOR Watches （ディオール・ウォッチ）

それ以外
- Chaumet （ショーメ）
- HUBLOT（ウブロ）
- ZENITH （ゼニス）
- BVLGARI（ブルガリ） - 2011年ブルガリ創業家との株式交換によりグループに編入。他のブランドとは異なり、創業家による買い戻し希望時にはグループ離脱も可能とされている。
- De Beers （デビアス）- 日本では住友商事との合弁会社、オリエンタル・ダイヤモンド（旧デビアス日本法人）にて運営
- Tiffany & Co. （ティファニー）
- VENDORAFA(ヴェンドラファ) [7]

### ワイン・スピリッツ
- Moet & Chandon （モエ・エ・シャンドン）
  - Dom Pérignon （ドン・ペリニヨン）
- Krug （クリュッグ）
- Ruinart （ルイナール）
- Veuve Clicquot Ponsardin （ヴーヴ・クリコ）
- Hennessy （ヘネシー）
- BELVEDERE VODKA （ベルヴェデール）
- Glenmorangie （グレンモーレンジィ）
- Ardbeg（アードベッグ）
- 10 Cane
- Wenjun
- CHANDON （シャンドン）
- CLOUDY BAY （クラウディー ベイ）
- Cape Mentelle （ケープ メンテル）
- Newton （ニュートン）
- Terrazas de los Andes （テラザス デ ロス アンデス）
- Château Sancerre　（シャトー サンセール）
- Lapostolle （ラポストール）
- Numanthia　（ヌマンシア）
- Château d'Yquem　（シャトー ディケム）
- Château Cheval Blanc　（シャトー シュヴァル ブラン）
- Cheval des Andes （シュヴァル デス アンデス）
- Taylor's （テイラー）
- MERCIER （メルシエ）

### セレクティブ・リテーリング
- DFS （DFS）
- Sephora （セフォラ）
- La Samaritaine （サマリテーヌ）
- Le Bon Marché （ボン・マルシェ）
- Miami Cruiseline Services （マイアミ・クルーズライン・サービシズ）

### その他
- RIMOWA （リモワ）
- Pinarello （ピナレロ）
- GROUPE LES ECHOS （グループ・レゼコー）
- ROYAL VAN LENT （ロイヤル・ヴァン・レント）
- JARDIN D'ACCLIMATATION （ジャルダン・ダクリマタシオン）